# NGC 496
NGC 496 (również PGC 5061 lub UGC 927) – galaktyka spiralna (Sbc), znajdująca się w gwiazdozbiorze Ryb. Odkrył ją William Herschel 12 września 1784 roku.